# Dead Flowers
Pistes de Sticky Fingers
Sister Morphine
(8) Moonlight Mile
(10)
Dead Flowers est une chanson du groupe de rock britannique The Rolling Stones parue sur l'album Sticky Fingers le 23 avril 1971.

## Enregistrement et composition
La chanson a été enregistrée en décembre 1969 et en avril 1970 aux studios Olympic de Londres.
Elle a été écrite à une époque où les Stones expérimentaient la musique country, lorsque l'amitié entre Richards et Gram Parsons influençait leur composition. Keith et Mick Taylor donnent au morceau un style musical Country (Honky tonk) caractéristique de cette période, même si Mick Jagger assume moins cette façon de chanter. Il commente à ce propos en 2003:
« Les chansons du genre Country que nous avons enregistrées plus tard comme Dead Flower sur Sticky Fingers ou Far Away Eyes sur Some Girls sont légèrement différentes des précédentes. Ces chansons sont jouées plus franchement mais c'est moi qui ne me sens pas légitime avec ce truc parce que je pense que je suis un chanteur de Blues et pas un chanteur de Country. Je pense que ça correspond plus à la voix de Keith qu'à la mienne. »,
Mick Taylor réalise le solo de guitare qui prend la place du 3e couplet.

## Analyse des paroles
Les paroles de la chanson sont particulièrement sombres et, selon certaines interprétations, elles parlent d'un homme qui demande à sa petite amie de le laisser tranquille et, au milieu de sa tristesse, il se tourne vers la drogue pour se sentir mieux. Il fait clairement référence à l'héroïne, puisque la façon la plus courante de consommer cette drogue est d'utiliser une aiguille et une cuillère :

« Eh bien, quand tu es assis dans ta Cadillac rose
En plaçant des paris sur le Kentucky Derby Day
Là, je serai dans mon sous-sol avec une aiguille et une cuillère
Et une autre fille pour enlever la douleur »

## Interprétations en concert
Les Rolling Stones ont joué la chanson en concert pendant les tournées d'albums Sticky Fingers et Exile On Main St. entre 1970 et 1972, puis une fois de plus lors de la tournée Black and Blue en 1976. Ils ne l'ont plus rejouée avant la tournée Steel Wheels en 1989. Une performance live de la chanson réalisée lors de la tournée Voodoo Lounge fait partie de l'album live acoustique Stripped (1995), puis de sa réédition corrigée Totally Stripped (2016) qui remplace les chansons studios par des enregistrements en concert pour plus de cohérence.
La chanson est également jouée lors du concert du 29 septembre 2006 à Louisville, sur le célèbre hippodrome de Churchill Downs, dont les paroles de la chanson y fait référence.
Le chanteur / compositeur de musique country Brad Paisley a rejoint les Stones pour interpréter la chanson en concert à Philadelphie en juin 2013 et à Nashville en juin 2015.

## Personnel
Crédités:
- Mick Jagger: chant, guitare acoustique
- Keith Richards: guitare électrique, chœurs
- Mick Taylor: guitare électrique
- Charlie Watts: batterie
- Bill Wyman: basse
- Ian Stewart: piano

## Reprises par d'autres artistes
La chanson a été reprises de nombreuses fois par d'autres artistes, notamment : 
- Townes Van Zandt sur l'album de reprises en concert Roadsongs[6]. Cette version apparait dans le film The Big Lebowski des frères Coen (1997)
- Jerry Lee Lewis en duo avec Mick Jagger sur l'album Mean Old Man (2010)[7].
- Willie Nelson avec Keith Richards, Hank Williams III et Ryan Adams sur son album live Willie Nelson & Friends – Stars & Guitars[8].
- Guns N' Roses plusieurs fois en concert entre 1993 et 2014
- GG Allin sur l'album The Troubled Troubador (1996).
- Gilby Clarke avec la participation exceptionnelle du chanteur Axl Rose, parue sur son album Pawnshop Guitars (1994).
- Steve Earle sur son album Shut Up and Die Like an Aviator (1991)
- Andrés Calamaro sur son album Lima (1998)
- Louis Bertignac fait une reprise avec des paroles en Français intitulée : "Descends-moi" sur son album Origines (2018)